# Oliver Evans
Pour les articles homonymes, voir Evans.
Oliver Evans, né à Newport (Delaware) le 13 septembre 1755 et mort à New York le 15 avril 1819, est un inventeur américain.

## Biographie
Il invente une machine à fabriquer des cardes en 1777 et il apporte des perfectionnements importants aux moulins de meunier en 1782. Il est l'inventeur de machines à vapeur à haute pression, parallèlement à Richard Trevithick. Il expose en 1797 ses idées sur les machines à vapeur à haute pression, mais il trouve peu d'approbateurs et meurt avant d'avoir vu son invention prendre le rang qu'elle occupe au XIXe siècle.

## Deux exemples d'inventions

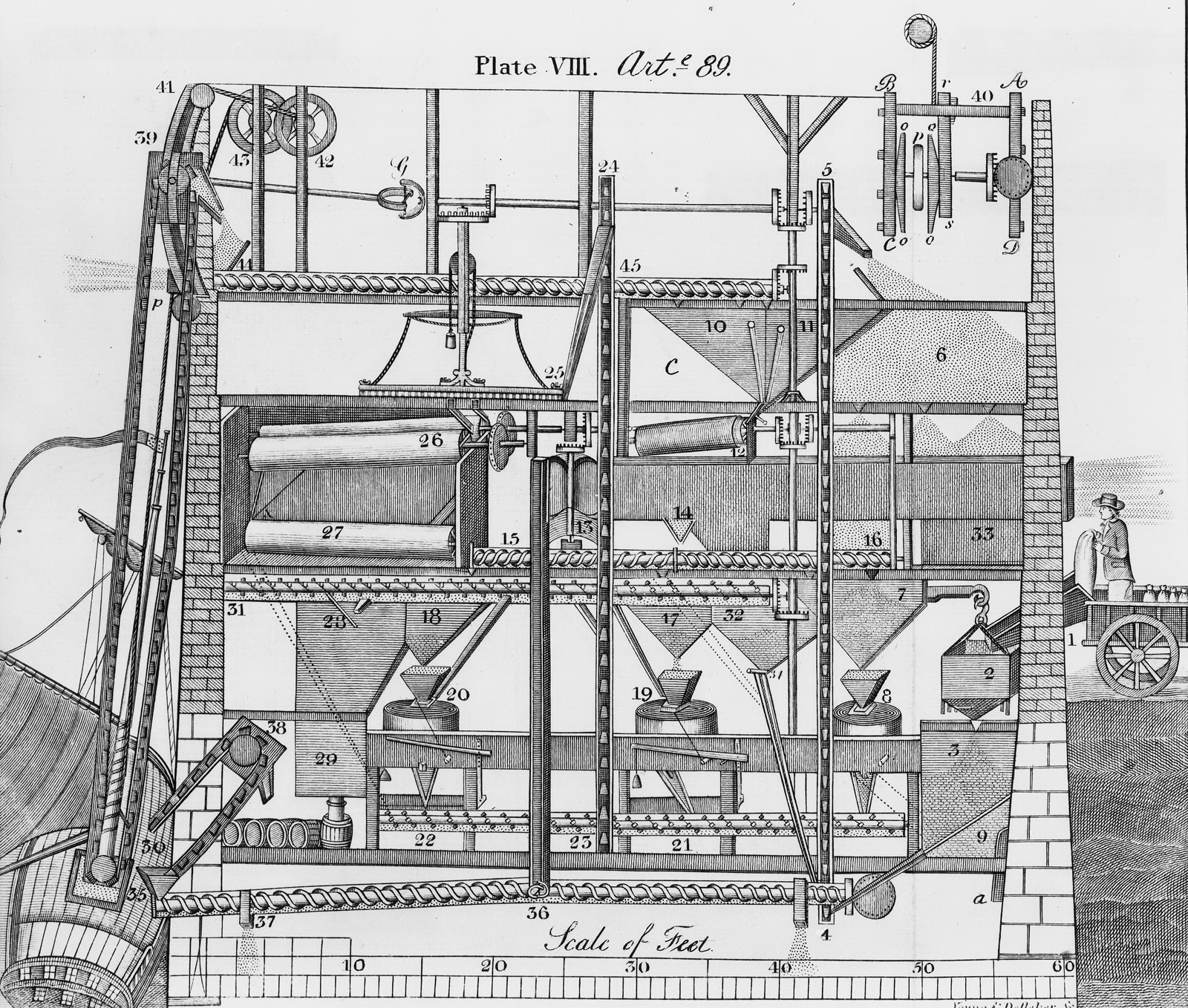
Le moulin automatisé. Illustration parue en 1795.
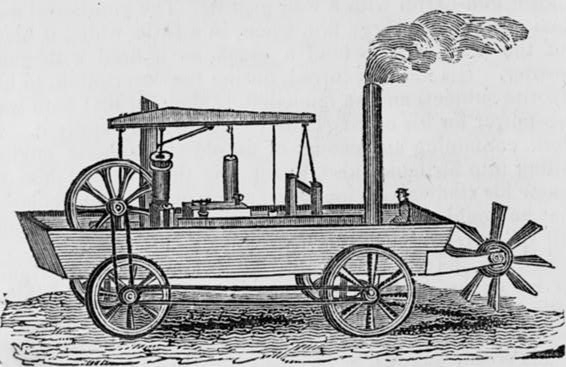
Le véhicule amphibie à vapeur. Illustration parue en 1834.

Joseph Dart et l'ingénieur écossais Robert Dunbar (en) construisent le premier « élévateur à grain » à vapeur, à godets, perfectionnant une de ses inventions.
Oliver Evans a donné son nom à l'Evans Ship Canal (en), creusé à Buffalo (New York), dans les années 1832-1834, et qui a permis l'expansion de la ville. En 1832, Buffalo compte 10 000 habitants, 15 000 en 1835 et 18 000 en 1840. Dès 1833, onze bateaux à vapeur relient Buffalo à Chicago.